# Fuerzas Terrestres Rumanas
Las Fuerzas Terrestres de Rumania (en rumano: Forțele Terestre Române) es el Ejército de Rumania y el componente principal de las Fuerzas Armadas rumanas. Tras las recientes revisiones de todo el equipo, las Fuerzas Terrestres de Rumania son, pues, uno de los nuevos miembros de la OTAN.

## Historia
Las Fuerzas Terrestres rumanas fueron fundadas el 24 de noviembre de 1859. Participaron en la Primera Guerra Mundial, junto con las fuerzas del Imperio ruso en las acciones contra las potencias centrales y, a pesar de los reveses iniciales, ganó las batallas decisivas de Mărăşti y Mărăşeşti. Durante la mayor parte de la Segunda Guerra Mundial (hasta el 23 de agosto de 1944) las fuerzas rumanas apoyaron a las potencias del Eje, luchando contra la Unión Soviética en el frente oriental. Sin embargo, desde agosto de 1944 hasta el final de la guerra, Rumania luchó contra Alemania bajo el control de la Unión Soviética. Cuando los comunistas tomaron el poder después de la Segunda Guerra Mundial, el ejército sufrió una reorganización y sovietización.
Tras la revolución de 1989, debido a la escasez de fondos, muchas unidades fueron disueltas y con muchos equipos fueron eliminados. Del mismo modo, la capacidad militar rumana disminuyó debido a la falta de combustible así como la formación. Sin embargo, desde finales de 1990, se produjeron una serie de cambios positivos y el nivel de preparación para el combate está creciendo notablemente. A partir de 1996, el presupuesto militar se cuatriplicó, pasando de 636 millones de dólares a 2,8 mil millones de dólares en 2007. El servicio militar obligatorio ha sido abolido y la profesionalización se ha completado. La modernización completa de equipos terminó a finales de 2007.

## Misión
- Las fuerzas terrestres representan el componente más importante de las Fuerzas Armadas rumanas y son destinados para la ejecución de diversas acciones militares, con carácter terrestre o aeromóvil, en cualquier zona o dirección.[5]
- Las fuerzas terrestres deben, de forma independiente o junto con otras ramas militares rumanas, dirigir operaciones, batallas defensivas u ofensivas para la captura o la destrucción del enemigo invasor, siendo parte de estructuras militares nacionales o multinacionales.[5]
- Una parte de las unidades que componen la actual estructura operativa de las Fuerzas Terrestres, debe ser capaz de llevar a cabo operaciones militares fuera del territorio nacional, junto con las fuerzas militares internacionales.[5]

## Equipamiento

### Armas de infantería
- Pistolas
  -  P md. 2000, versión local de la Jericho 941
  -  Glock 17, fuerzas especiales
- Fusiles de asalto
  -  PM md. 63, versión local del AK-47
  -  PM md. 65, versión del md. 63 con culata plegable
  -  PM md. 90, versión carabina del md. 63
  -  PA md. 86, versión local del AK-74
  -  H&K G36, fuerzas especiales
- Subfusiles
  -  Uzi
  -  H&K MP5, fuerzas especiales
  -  H&K UMP, fuerzas especiales
- Ametralladoras
  -  RPK, producción local
  -  RPK-74, producción local
  -  M249 SAW, fuerzas especiales
  -  PKM, producción local
  -  DShK, producción local
- Fusiles de francotirador
  -  PSL, versión local del Dragunov
  -  Brügger & Thomet APR, fuerzas especiales
  -  Barrett M82, fuerzas especiales
- Antitanque
  -  AG-7, versión local del RPG-7
  -  M72 LAW
  -  AG-9, versión local del SPG-9
  -  9K111 Fagot
- Lanzagranadas
  -  AG-40

### Vehículos blindados de combate
| Nombre                | Tipo                       | Cantidad | Origen          | Notas                          |
| --------------------- | -------------------------- | -------- | --------------- | ------------------------------ |
| TR-85                 | Carro de combate principal | 249      | Rumania         | Construido sobre base del T-55 |
| Challenger 1          | Carro de combate principal | 15       | Reino Unido     |                                |
| TR-85M1 Bison         | Carro de combate principal | 54       | Rumania         | Versión modernizada del TR-85  |
| TR-580                | Carro de combate principal | 405      | Rumania         | Variante rumana del T-55       |
| MLI-84                | VCI                        | 178      | Rumania         | Variante rumana del BMP-1      |
| MLVM                  | VCI                        | 75       | Rumania         |                                |
| TAB B33 Zimbru        | TBP                        | 69       | Rumania         | Variante rumana del BTR-80     |
| TAB-77                | TBP                        | 162      | Rumania         | Variante rumana del BTR-70     |
| TAB-71                | TBP                        | 699      | Rumania         | Variante rumana del BTR-60     |
| ABC-79M               | TBP                        | 391      | Rumania         |                                |
| Mowag Piranha IIIC    | TBP                        | 33       | Suiza           |                                |
| BRDM-2                | TBP                        | 138      | Unión Soviética |                                |
| HMMWV                 | Automóvil blindado         | 122      | Estados Unidos  |                                |
| URO VAMTAC            | Automóvil blindado         | 62       | España          |                                |
| Wolf                  | Automóvil blindado         | 3        | Israel          | Usados por la Policía Militar  |
| International MaxxPro | Automóvil blindado         | 60       | Estados Unidos  |                                |

### Artillería
| Nombre | Tipo                  | Cantidad | Origen          | Notas                     |
| ------ | --------------------- | -------- | --------------- | ------------------------- |
| M30    | Obús de 122 mm        | 40       | Unión Soviética |                           |
| M81    | Obús de 152 mm        | 245      | Rumania         | Variante rumana del D-20  |
| M85    | Obús de 152 mm        | 103      | Rumania         | Variante rumana del 2A65  |
| APR 40 | Lanzacohetes múltiple | 135      | Rumania         | Variante rumana del BM-21 |
| LAROM  | Lanzacohetes múltiple | 48       | Rumania/ Israel |                           |

### Sistemas Antiaéreos
| Nombre    | Tipo                  | Cantidad | Origen          | Notas                              |
| --------- | --------------------- | -------- | --------------- | ---------------------------------- |
| M 1980/88 | Artillería antiaérea  | 300      | Rumania         |                                    |
| GDF-003   | Artillería antiaérea  | 72       | Suiza           |                                    |
| Gepard    | Artillería antiaérea  | 36       | Alemania        |                                    |
| 2K12 Kub  | Misil superficie-aire | 40       | Unión Soviética |                                    |
| 9K33 Osa  | Misil superficie-aire | 24       | Unión Soviética |                                    |
| CA-95     | Misil superficie-aire | 48       | Rumania         | Variante rumana del 9K311 Strela-1 |
| CA-94     | MANPADS               | 297      | Rumania         | Variante rumana del 9K32 Strela-2  |